# Casa Museo de Mammed Said Ordubadi
La Casa Museo de Mammed Said Ordubadi es un museo creado en la casa donde vivió y trabajó el conocido escritor azerbaiyano Mammed Said Ordubadi. El museo está ubicado en la calle Khagani 19, Bakú (Azerbaiyán).

## Historia
El museo fue fundado según el decreto emitido el 16 de junio de 1976 por los órganos directivos de la República Socialista Soviética de Azerbaiyán el 31 de octubre de 1979 en el apartamento donde el escritor vivió desde 1938 hasta el final de su vida. El museo está actualmente bajo el control del Ministerio de Cultura y Turismo de la República de Azerbaiyán.

## Exposición

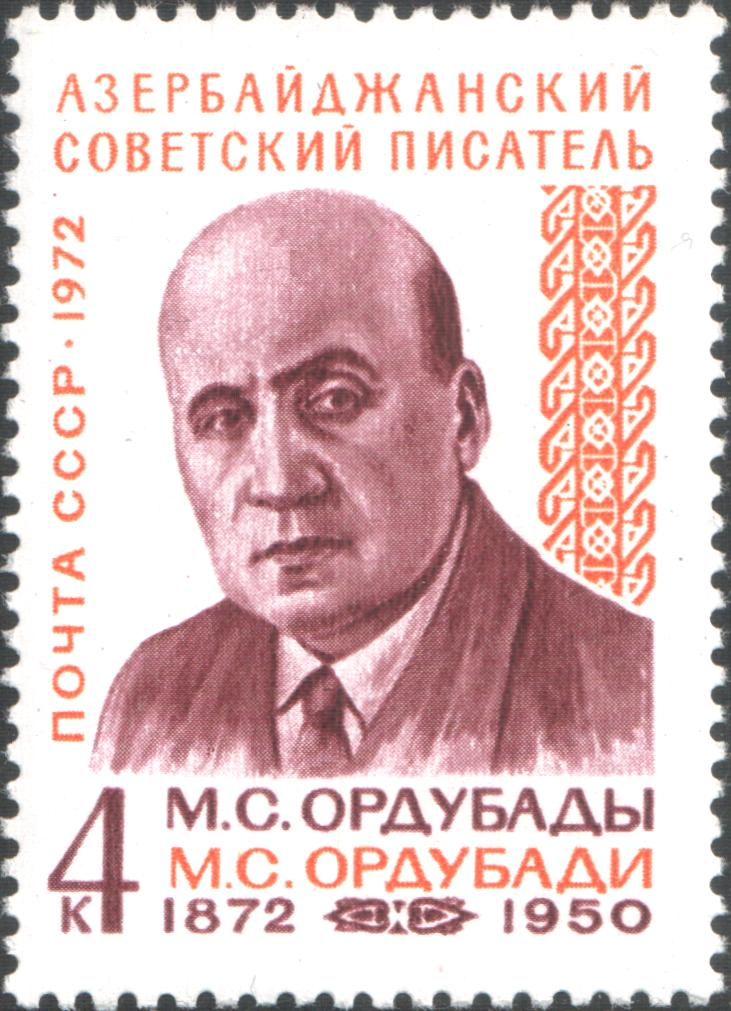
El escritor soviético azerbaiyano Mammed Said Ordubadi.

Cerca de 2.000 piezas fueron recogidas en el fondo del museo. 300 de ellas se exhiben permanentemente en la exposición del museo. La exposición está ubicada en dos salas con una superficie total de 60 m². 
La primera sala donde el escritor trabajaba y vivía, hay artículos, libros, pinturas y pinturas al óleo, libros en los que se recopilaban las famosas novelas históricas en la parte trasera de la casa. La apariencia de la sala se conservó tal como estaba en los últimos minutos de la vida del escritor.
La segunda sala refleja toda la actividad de Mammed Said Ordubadi. Aquí hay ejemplos de libros, manuscritos, periódicos y revistas publicados desde principios del siglo XX. El público también puede familiarizarse con el modelo de la casa donde nació el escritor en Najicheván. Además de ser una institución cultural y educativa, el museo también realiza investigaciones sobre el estudio del patrimonio cultural de M. Said Ordubadi.